# Riedgraben (Schwäbische Rezat)
Der Riedgraben ist ein linker Zufluss der Schwäbischen Rezat bei Ellingen im mittelfränkischen Landkreis Weißenburg-Gunzenhausen.

## Verlauf
Der Bach entfließt einem kleinen Weiher auf einer Höhe von 434 m ü. NHN westlich von Massenbach. Er fließt teils kanalisiert in östliche Richtung. Bei Ellingen speist der Riedgraben weitere Weiher. Anschließend unterquert er die Bahnstrecke Treuchtlingen–Nürnberg und die Bundesstraße 2 und durchfließt ein Ellinger Wohngebiet. Auf einer Höhe von 387 m ü. NHN mündet er nahe einem Sportgelände nördlich des Ellinger Schlosses von links in die Schwäbische Rezat. Während seines gesamten Verlaufs durchquert der Riedgraben eine weite Offenlandschaft.